# Parasthenelais hibernica
Parasthenelais hibernica är en ringmaskart som först beskrevs av McIntosh 1876.  Parasthenelais hibernica ingår i släktet Parasthenelais och familjen Sigalionidae. Inga underarter finns listade i Catalogue of Life.